# Carlo Bozzi (critico d'arte)
Carlo Bozzi (Milano, 1860 – Tremezzina, 1943) è stato un critico d'arte e pittore italiano.

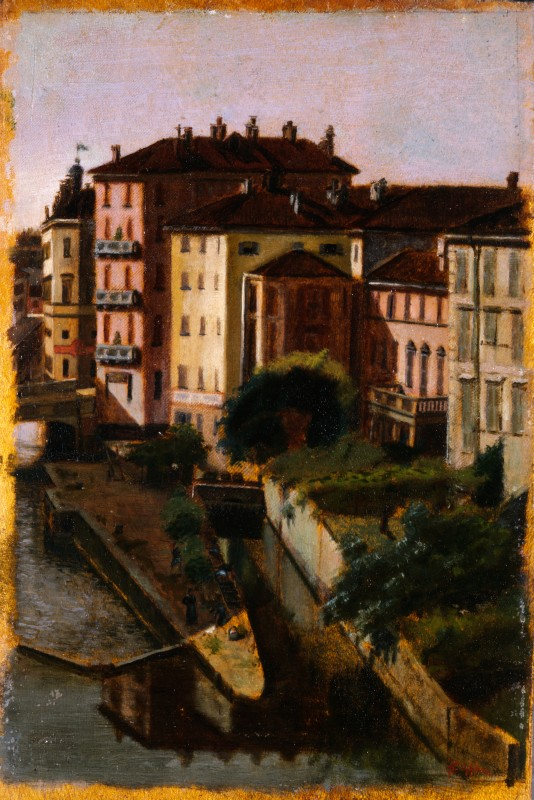
La conca di Porta Venezia; mattino d'estate Collezione Fondazione Cariplo.

Dalle colonne de Il Secolo si occupò in prevalenza della pittura lombarda del seconda metà dell'Ottocento, in particolare della Scapigliatura e delle correnti naturalistiche.
Fu anche pittore, seguendo gli insegnamenti di Giuseppe Barbaglia. Frequentatore della Famiglia artistica, fu presente ad alcune esposizioni collettive a Milano. Una sua opera è presente nelle Collezioni d'arte della Fondazione Cariplo.
Fu membro della Commissione artistica per le Raccolte d'arte dell'Ospedale Maggiore di Milano.